# Сан-Хуанський собор
Са́н-Хуа́нський собо́р (ісп. Catedral de San Juan), або Катедра́льний собо́р свято́го Іва́на Хрести́теля (ісп. Catedral de San Juan Bautista) — католицький собор у Пуерто-Рико, в столиці Сан-Хуан. Головний храм Сан-Хуанської архідіоцезії. Катеда архієпископів Сан-Хуанських. Названий на честь святого Івана Хрестителя. Має статус малої базиліки і національної святині. Найстаріша церковна споруда країни. Закладений 1521 року як дерев'яний храм, на місці граматичної школи 1513 року. Згодом зруйнований тропічним циклоном. Наново збудований з каменю в 1540 році. Перебудовувався до 1917 року. Поєднує бароковий і неокласичний стилі. У соборі розташовані могили іспанського конкістадора і засновника міста Хуана Понсе де Леона і місцевого пуерториканського блаженого Мануела Родрігеса Сантьяго.